# Лозовий провулок (Київ, Деснянський район)
Лозови́й  прову́лок — провулок у Деснянському районі міста Києва, котеджне селище Деснянське. Пролягає між вулицями Миколи Плахотнюка та Лейбніца.

## Історія
Сформувався на початку 2010-х років як один з провулків котеджного селища Деснянське. Сучасна назва — з 2011 року. 
До середини 1970-х років у Києві також існував Лозовий провулок у Микільській слобідці.